# Call Me by Your Name: Original Motion Picture Soundtrack
Call Me by Your Name: Original Motion Picture Soundtrack là album nhạc phim của bộ phim lãng mạn, chính kịch ra mắt năm 2017 Call Me by Your Name. Album bao gồm các bài hát của The Psychedelic Furs, Franco Battiato, Loredana Bertè, Bandolero, Giorgio Moroder, Joe Esposito và F. R. David, cũng như các sáng tác của John Adams, Erik Satie, Ryuichi Sakamoto, Johann Sebastian Bach và Maurice Ravel. Nam ca sĩ kiêm người viết bài hát người Mỹ Sufjan Stevens sáng tác hai bài hát gốc cho bộ phim, và album nhạc phim cũng bao gồm bản phối lại bài hát "Futile Devices" của anh. Ca khúc nhạc phim "Mystery of Love" của Stevens được đề cử Giải Oscar cho ca khúc trong phim hay nhất tại lễ trao giải Oscar năm 2018. Tại lễ trao giải Grammy lần thứ 61, "Mystery of Love" nhận được đề cử cho Ca khúc nhạc phim hay nhất, còn album nhạc phim nhận được một đề cử cho Tác phẩm âm nhạc biên soạn xuất sắc nhất cho phim ảnh.

## Phát hành
Album nhạc phim được phát hành ở định dạng kỹ thuật số bởi Madison Gate Records và Sony Classical vào ngày 3 tháng 11 năm 2017 và ở dạng đĩa vật lý vào ngày 17 tháng 11. "Mystery of Love" được giới thiệu lần đầu trong trailer đầu tiên của bộ phim, ra mắt vào ngày 1 tháng 8 năm 2017. Video âm nhạc cho bài hát ra mắt vào ngày 4 tháng 1 năm 2018, gồm những đoạn phim được quay tại Bảo tàng khảo cổ quốc gia Naples. Album được phát hành dưới dạng đĩa vinyl vào ngày 16 tháng 2 năm 2018. Bản phát hành giới hạn này bao gồm 1.000 bản in trên đĩa than xanh nước biển và một hình in khổ lớn. Phiên bản giới hạn có tên "mùa quả đào" gồm 14.999 bản in trên đĩa than có mùi hương của quả đào và được phát hành vào ngày 3 tháng 8 năm 2018 bởi Music on Vinyl.

## Tiếp nhận phê bình
| Đánh giá chuyên môn  | Đánh giá chuyên môn |
| Nguồn đánh giá       | Nguồn đánh giá      |
| Nguồn                | Đánh giá            |
| -------------------- | ------------------- |
| Consequence of Sound | B+                  |
| Pitchfork            | 7,6/10              |

Call Me by Your Name: Original Motion Picture Soundtrack nhận được những đánh giá tích cực từ các nhà phê bình âm nhạc.

## Danh sách bài hát

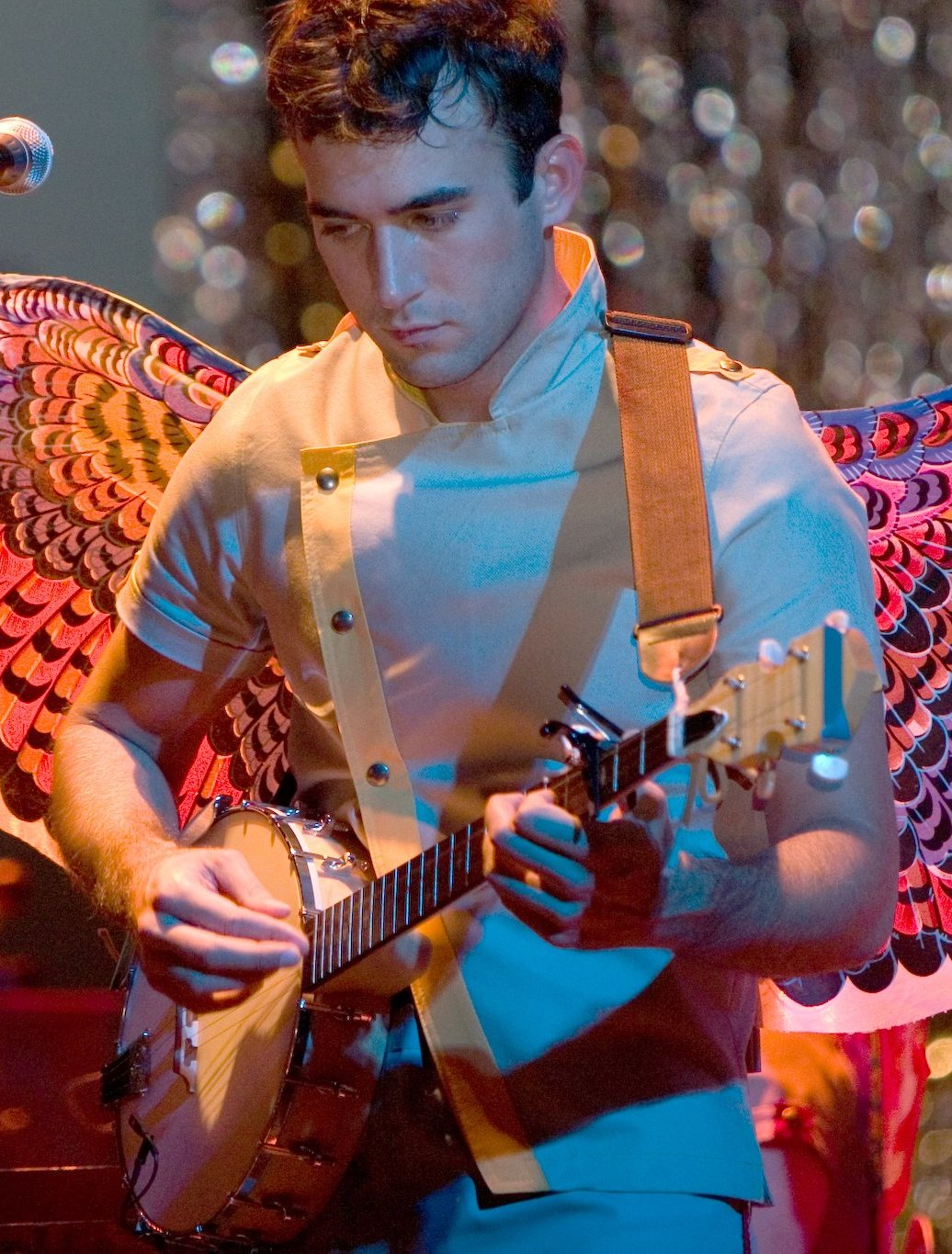
Sufjan Stevens đóng góp ba bài hát cho album nhạc phim của bộ phim

| STT              | Nhan đề                                                                              | Sáng tác                                          | Trình bày                         | Thời lượng |
| ---------------- | ------------------------------------------------------------------------------------ | ------------------------------------------------- | --------------------------------- | ---------- |
| 1.               | "Hallelujah Junction – 1st Movement"                                                 | John Adams                                        | Nicolas Hodges Rolf Hind          | 7:09       |
| 2.               | "M.A.Y. in the Backyard"                                                             | Ryuichi Sakamoto                                  | Sakamoto                          | 4:25       |
| 3.               | "J'adore Venise"                                                                     | Ivano Fossati                                     | Loredana Bertè                    | 4:15       |
| 4.               | "Paris Latino"                                                                       | Carlos Perez José Perez                           | Bandolero                         | 4:01       |
| 5.               | "Sonatine bureaucratique"                                                            | Erik Satie                                        | Frank Glazer                      | 3:44       |
| 6.               | "Zion hört die Wächter singen" (từ Cantata BWV 140, Wachet auf, ruft uns die Stimme) | Johann Sebastian Bach                             | Alessio Bax                       | 5:10       |
| 7.               | "Lady Lady Lady"                                                                     | Giorgio Moroder Keith Forsey                      | Moroder Joe Esposito              | 4:15       |
| 8.               | "Une barque sur l'océan" (từ Miroirs)                                                | Maurice Ravel                                     | André Laplante                    | 7:10       |
| 9.               | "Futile Devices" (Doveman phối lại)                                                  | Sufjan Stevens                                    | Stevens                           | 2:15       |
| 10.              | "Germination"                                                                        | Sakamoto                                          | Sakamoto                          | 2:09       |
| 11.              | "Words"                                                                              | Martin Kupersmith Louis S. Yaguda Robert Fitoussi | F. R. David                       | 3:27       |
| 12.              | "È la vita"                                                                          | Marco Armani Paolo Armenise                       | Armani                            | 4:11       |
| 13.              | "Mystery of Love"                                                                    | Stevens                                           | Stevens                           | 4:08       |
| 14.              | "Radio Varsavia"                                                                     | Franco Battiato Giusto Pio                        | Battiato                          | 4:07       |
| 15.              | "Love My Way"                                                                        | John Ashton Tim Butler Richard Butler Vince Ely   | The Psychedelic Furs              | 3:33       |
| 16.              | "Le Jardin féerique" (từ Ma mère l'Oye)                                              | Maurice Ravel                                     | Valéria Szervánszky Ronald Cavaye | 3:02       |
| 17.              | "Visions of Gideon"                                                                  | Stevens                                           | Stevens                           | 4:08       |
| Tổng thời lượng: | Tổng thời lượng:                                                                     | Tổng thời lượng:                                  | Tổng thời lượng:                  | 71:08      |

## Diễn biến xếp hạng
Album ra mắt ở vị trí thứ 18 trên bảng xếp hạng UK Soundtrack Albums trong tuần ngày 10 tháng 11 năm 2017. Trong tuần ngày 3 tháng 8 năm 2018, album leo lên vị trí thứ 11 và đây cũng là vị trí cao nhất mà album đạt được trên bảng xếp hạng này. Album ra mắt ở vị trí thứ 23 trên bảng xếp hạng US Billboard Soundtrack Albums trong ấn bản ngày 13 tháng 1 năm 2018, với tư cách là album có vị trí ra mắt cao nhất của tuần. Album trở thành sản phẩm có doanh số gia tăng nhiều nhất ở tuần tiếp theo khi vươn lên vị trí thứ 19. Album đạt đến vị trí thứ 14 vào ấn bản ngày 3 tháng 2 năm 2018.

### Xếp hạng tuần
| Bảng xếp hạng (2017–18)             | Vị trí cao nhất |
| ----------------------------------- | --------------- |
| Album Bỉ (Ultratop Vlaanderen)      | 46              |
| Album Bỉ (Ultratop Wallonie)        | 190             |
| Album Pháp (SNEP)                   | 186             |
| Ý Compilation Albums (FIMI)         | 5               |
| Album Hàn Quốc Quốc tế (Circle)     | 28              |
| Album Thụy Sĩ (Schweizer Hitparade) | 76              |
| Album Anh Quốc Soundtrack (OCC)     | 11              |
| Album Hoa Kỳ Soundtrack (Billboard) | 14              |
| Hoa Kỳ Vinyl Albums (Billboard)     | 10              |

## Lịch sử phát hành
| Quốc gia             | Ngày phát hành      | Phiên bản                        | Định dạng       | Nhãn hiệu                              | Ng. |
| -------------------- | ------------------- | -------------------------------- | --------------- | -------------------------------------- | --- |
| Nhiều quốc gia       | 3 tháng 11 năm 2017 | Chuẩn                            | Tải kỹ thuật số | Madison Gate Records và Sony Classical |     |
| 17 tháng 11 năm 2017 | CD                  | Chuẩn                            |                 | Madison Gate Records và Sony Classical |     |
| 16 tháng 2 năm 2018  | LP                  | Chuẩn                            |                 | Madison Gate Records và Sony Classical |     |
| 3 tháng 8 năm 2018   | LP                  | Phiên bản giới hạn "mùa quả đào" |                 | Madison Gate Records và Sony Classical |     |